# Kelurahan Kramat (administrativ by i Indonesien, Jakarta)
Kelurahan Kramat är en administrativ by i Indonesien.   Den ligger i provinsen Jakarta, i den västra delen av landet. Huvudstaden Jakarta ligger i Kelurahan Kramat.